# Georges Tainturier
Georges Tainturier (n. 20 mai 1890, Labruyère, Picardie⁠(d), Franța – d. 7 decembrie 1943, Köln, Germania Nazistă) a fost un scrimer francez, medaliat olimpic. A participat la 2 ediții ale Jocurilor Olimpice (1924, 1932) în care a câștigat o medalie de aur.